# Cesare Bertea
Cesare Bertea (Pinerolo, 28 giugno 1823 – Pinerolo, 13 gennaio 1886) è stato un avvocato e politico italiano.
Amico della famiglia di Lidia Poët, fu presente il 18 giugno 1881 alla discussione della tesi della prima avvocatessa italiana ("Studio sulla condizione della donna rispetto al diritto costituzionale ed al diritto amministrativo nelle elezioni"). Poët svolse il praticantato presso il suo studio.